# 다펑 신구

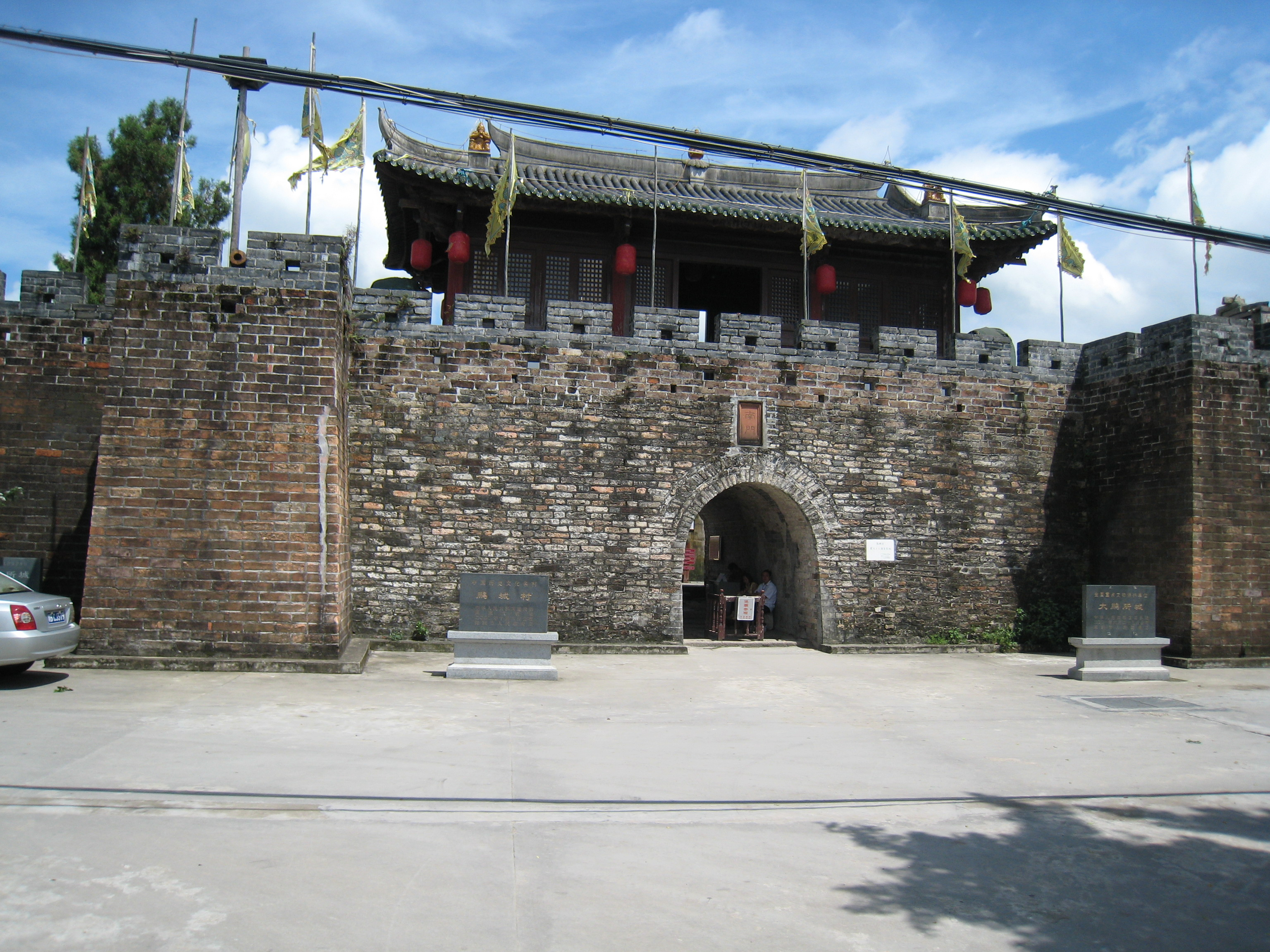

다펑 신구(한국어: 대붕신구, 중국어 간체자: 大鹏新区, 정체자: 大鵬新區, 병음: Dàpéng Xīn Qū)는 중화인민공화국 광둥성 선전 시의 9개 구 중 하나이다. 2011년 12월 30일에 신설되었으며 면적은 294km2, 인구는 180,000명(2010년 기준)이다.